# Генрік Кілдентофт
Генрік Кілдентофт (дан. Henrik Kildentoft, нар. 18 березня 1985, Гвідовре) — данський футболіст, захисник клубу «Нествед».
Також відомий виступами за клуб «Брондбю» та молодіжну збірну Данії.

## Клубна кар'єра
У дорослому футболі дебютував 2004 року виступами за команду клубу «Брондбю», в якій провів три сезони, взявши участь у 37 матчах чемпіонату. 
Протягом 2007–2013 років виступав у клубі «Нордшелланд». З 2013 та по 2015 грав у клубах «Гаугесун», «Генефосс» і «Веннсюссель».
З 2015 року грає у клубі «Нествед».

## Виступи за збірні
2001 року дебютував у складі юнацької збірної Данії, взяв участь у 32 іграх на юнацькому рівні.
2004 року залучався до складу молодіжної збірної Данії. На молодіжному рівні зіграв у 15 офіційних матчах.